# Opharus momis
Opharus momis là một loài bướm đêm thuộc phân họ Arctiinae, họ Erebidae.